# الکساندر شوتوف
الکساندر شوتوف (اوکراینی: Олександр Валентинович Шутов؛ زادهٔ ۱۲ ژوئن ۱۹۷۵) بازیکن فوتبال اهل اوکراین است.
از باشگاه‌هایی که در آن بازی کرده‌است می‌توان به باشگاه فوتبال زسکا مسکو، باشگاه فوتبال تاوریا سیمفروپول، باشگاه فوتبال چرنومورتس نووراسییسک، باشگاه فوتبال روستوف، باشگاه فوتبال چورنومورتس اودسا، باشگاه فوتبال آمکار پرم، و باشگاه فوتبال زوریا لوهانسک اشاره کرد.
وی همچنین در تیم ملی فوتبال زیر ۲۱ سال اوکراین بازی کرده‌است.